# Olèrdola
Olèrdola è un comune spagnolo di 2 422 abitanti situato nella comunità autonoma della Catalogna.